# Nabożność synowska
Nabożność synowska (chiń. 孝, jap. こう, kor. 효) – jedna z najważniejszych cnót w konfucjanizmie oraz innych dalekowschodnich systemach etycznych. Jej chińskiej nazwy, xiao, często się nie tłumaczy, bo oznacza ona: miłość, szacunek i posłuszeństwo wobec rodziców, przodków i krewnych. Mimo ogromnych przemian społecznych w XX wieku, nabożność synowska jest jedną z wartości wysoko cenionych w Chinach, całej Korei, Japonii, Wietnamie, a także na Tajwanie i w Singapurze.
W Chinach xiao uważano za najważniejszą cnotę, zaliczaną do pięciu powinności. Pod jej nazwą kryje się szeroki wachlarz pożądanych zachowań, tj. m.in. bezwzględne posłuszeństwo wobec rodziców i starszego rodzeństwa, oddawanie im należnego szacunku, świadczenie pomocy i opieki, w tym finansowej, tuszowanie i naprawianie ich błędów, a także płodzenie męskich potomków. Nabożność zakłada również opiekę nad starymi rodzicami, ukrywanie przed nimi wszelkich problemów i dbanie o ich dobre zdrowie i samopoczucie, a także odbywanie żałoby po ich śmierci oraz oddawanie im kultu w życiu pozagrobowym (patrz: kult przodków).
Chińscy autorzy tradycyjnie poświęcali nabożności synowskiej wiele uwagi, stała się ona tematem wielu traktatów, w których wyliczano przykłady osób, które dokonały wielkich wyrzeczeń, żeby ją kultywować, np. Dwadzieścia Cztery Przykłady Synowskiej Miłości (chiń. 二十四孝). Xiao znajdowała także odzwierciedlenie w prawie, np. śmiercią karano syna, który – choćby nieumyślnie – przyczynił się do śmierci swojego ojca.
Nabożność synowska znajduje współcześnie odzwierciedlenie m.in. w prawodawstwie ChRL, które nakłada obowiązek opieki nad rodzicami. Z drugiej strony, przed Chińskim Nowym Rokiem policyjne statystyki odnotowują wzrost kradzieży i rozbojów – chińscy przestępcy aktywizują się, bo pragną wykazać się xiao i zgodnie z tradycją uhonorować swoich rodziców świątecznym podarkiem.